# Anren
För andra betydelser, se Anren (olika betydelser).
Anren, tidigare romaniserat Anjen, är ett härad som lyder under Chenzhous stad på prefekturnivå i Hunan-provinsen i sydöstra Kina.